# Taltal
Taltal [talˈtal] ist eine Hafenstadt in der Region und Provinz Antofagasta im Norden Chiles, die als Puerto de Taltal am 12. Juli 1858 von Präsident Manuel Montt Torres gegründet wurde.
Das Paranal-Observatorium auf dem Cerro Paranal und in der Atacamawüste, 110 km nördlicher, wird von dem European Southern Observatory betrieben.

## Persönlichkeiten
- Armando Alarcón (* 1955), Fußballspieler
- Florencio Barrera (1915–1975), Fußballspieler
- Miguel Flores (1920–2002), Fußballspieler